# Finirà mai?
Finirà mai? è il secondo EP del gruppo musicale milanese Wretched.

## Tracce
1. Mai arrendersi
2. Questa è la mia vita
3. Finirà mai?
4. Senza fine
5. Nelle loro mani

## Formazione
- Gianmario - voce
- Daniele - chitarra
- Fabio - basso
- Crema - batteria